# Campeonato de Tercera División 1906 (Argentina)
El Campeonato de Tercera División 1906 fue el séptimo campeonato de la tercera categoría del fútbol argentino y de la Tercera División, antecesor de la Primera C y Primera D. Fue organizado por la Argentine Association Football League, y disputado en su mayoría por juveniles de equipos que competían en divisiones superiores, por lo que no existía un sistema de ascensos y descensos, y los clubes elegían en qué división competir.
Se consagró campeón Gimnasia y Esgrima, tras vencer en la final por 2 a 0 a Gath & Chavez.

## Incorporaciones
| Incorporados a la Segunda División 1906 |
| --------------------------------------- |
|                                         |

| Incorporados de la Segunda División 1905 |
| ---------------------------------------- |
|                                          |

| Incorporados |
| ------------ |
|              |

| Desafiliados |
| ------------ |

El número de participantes disminuyó a 29.

## Sistema de disputa
Los equipos se distribuyeron en cuatro zonas: en tres zonas de siete equipos y una zona de ocho equipos, donde se enfrentaron bajo el sistema de todos contra todos a dos ruedas. El ganador de cada zona avanzó a la fase final, donde los clasificados se enfrentaron a eliminación directa, a único partido, hasta definir a un campeón.

## Equipos
| Equipo                  | Ciudad                       |
| ----------------------- | ---------------------------- |
| Adrogué                 | Adrogué                      |
| Argentino de Quilmes II | Quilmes                      |
| Atlanta                 | Ciudad de Buenos Aires       |
| Atlanta II              | Ciudad de Buenos Aires       |
| Banfield                | Banfield                     |
| Buenos Aires City       | Ciudad de Buenos Aires       |
| Estudiantes III         | Ciudad de Buenos Aires       |
| Estudiantes IV          | Ciudad de Buenos Aires       |
| Estudiantes de La Plata | La Plata                     |
| Estudiantil Porteño II  | Ciudad de Buenos Aires       |
| Estudiantil Porteño III | Ciudad de Buenos Aires       |
| Facultad de Medicina    | Belgrano (Buenos Aires)      |
| Flores Ath. II          | Flores (Buenos Aires)        |
| Friend                  | La Plata                     |
| Gath & Chavez           | Floresta (Buenos Aires)      |
| Gath & Chavez II        | Floresta (Buenos Aires)      |
| General Belgrano II     | Belgrano (Buenos Aires)      |
| General Urquiza         | Villa Urquiza (Buenos Aires) |
| Gimnasia y Esgrima      | Ciudad de Buenos Aires       |
| Porteño III             | Ciudad de Buenos Aires       |
| Porteño IV              | Ciudad de Buenos Aires       |
| Racing III              | Avellaneda                   |
| River Plate II          | Núñez (Buenos Aires)         |
| Royal II                | Quilmes                      |
| San Isidro III          | San Isidro (Buenos Aires)    |
| San Isidro IV           | San Isidro (Buenos Aires)    |
| San Martín Ath. II      | San Martin (Buenos Aires)    |
| Villa Ballester II      | Villa Ballester              |

## Fase de zonas

### Zona A
| Pos | Equipo               | Pts | PJ | G | E | P  | GF | GC | DG |
| --- | -------------------- | --- | -- | - | - | -- | -- | -- | -- |
| 1º  | Gath & Chavez II     | 20  | 12 | 9 | 2 | 1  | -  | -  | -  |
| 2º  | Friend               | 18  | 12 | 7 | 4 | 1  | -  | -  | -  |
| 3º  | Porteño III          | 15  | 12 | 6 | 3 | 3  | -  | -  | -  |
| 4º  | River Plate II       | 12  | 12 | 5 | 2 | 5  | -  | -  | -  |
| 5º  | Villa Ballester II   | 10  | 12 | 5 | 0 | 6  | -  | -  | -  |
| 6º  | Buenos Aires City    | 7   | 12 | 2 | 1 | 7  | -  | -  | -  |
| 7º  | Facultad de Medicina | 0   | 12 | 0 | 0 | 12 | -  | -  | -  |

|  | Clasificado a la fase final. |

### Zona B
| Pos | Equipo                  | Pts | PJ | G | E | P | GF | GC | DG |
| --- | ----------------------- | --- | -- | - | - | - | -- | -- | -- |
| 1º  | Gath & Chavez           | 22  | 1  |   | 1 | - | -  | -  | -  |
| 2º  | Estudiantil Porteño II  | ?   | 12 | 8 |   | 2 | -  | -  | -  |
| 3º  | Adrogué                 | ?   | 12 | 5 | 1 | 3 | -  | -  | -  |
| 4º  | Banfield                | 13  | 12 | 6 | 1 | 5 | -  | -  | -  |
| 5º  | Estudiantil Porteño III | ?   | 12 | 4 |   | 6 | -  | -  | -  |
| 6º  | Flores Ath. II          | ?   | 12 | 1 |   | 8 | -  | -  | -  |
| 7º  | San Martín Ath. III     | ?   | 12 |   | 2 | 7 | -  | -  | -  |

|  | Clasificado a la fase final. |

### Zona C
| Pos | Equipo           | Pts | PJ | G | E | P | GF | GC | DG |
| --- | ---------------- | --- | -- | - | - | - | -- | -- | -- |
| 1º  | Atlanta          | ?   | 12 | 7 |   | 1 | -  | -  | -  |
| 2º  | Estudiantes III  | ?   | 12 | 6 | 1 | 1 | -  | -  | -  |
| 3º  | General Belgrano | ?   | 12 | 4 | 1 | 4 | -  | -  | -  |
| 4º  | Racing III       | ?   | 12 | 4 | 1 | 5 | -  | -  | -  |
| 5º  | Estudiantes IV   | ?   | 12 | 4 | 1 | 5 | -  | -  | -  |
| 6º  | General Urquiza  | ?   | 12 |   | 3 | 7 | -  | -  | -  |
| 7º  | Porteño IV       | ?   | 12 | 2 | 2 | 5 | -  | -  | -  |

|  | Clasificado a la fase final. |

### Zona D
| Pos | Equipo                   | Pts | PJ | G  | E | P | GF | GC | DG |
| --- | ------------------------ | --- | -- | -- | - | - | -- | -- | -- |
| 1º  | Gimnasia y Esgrima       | ?   | 14 | 10 | 2 |   | -  | -  | -  |
| 2º  | Estudiantes de La Plata  | ?   | 14 | 6  | 1 | 4 | -  | -  | -  |
| 3º  | San Isidro IV            | ?   | 14 | 1  | 2 | 3 | -  | -  | -  |
| 4º  | San Isidro III           | ?   | 14 | 3  | 3 | 3 | -  | -  | -  |
| 5º  | Royal II                 | ?   | 14 | 4  |   | 6 | -  | -  | -  |
| 6º  | Racing II                | ?   | 14 | 2  | 1 | 4 | -  | -  | -  |
| 7º  | Argentinos de Quilmes II | ?   | 14 | 2  | 1 | 7 | -  | -  | -  |
| 8º  | Atlanta II               | ?   | 14 | 2  | 1 | 7 | -  | -  | -  |

|  | Clasificado a la fase final. |

## Fase final

### Semifinales
|  | Gath & Chavez II | 2:0 | Atlanta | Estadio de Gimnasia y Esgrima, Buenos Aires |  |

|  | Gath & Chavez | 1:2 | Gimnasia y Esgrima | Estadio de Porteño, Buenos Aires |  |

### Final
|  | Gath & Chavez II | 0:2 | Gimnasia y Esgrima | Estadio de Porteño, Buenos Aires |  |